# فيليب ألين (لاعب كرة قدم)
فيليب ألين (بالإنجليزية: Philip Allen)‏ (5 نوفمبر 1902 في المملكة المتحدة - 1 يناير 1992 في المملكة المتحدة) هو لاعب كرة قدم بريطاني (وحمل سابقاً جنسية المملكة المتحدة لبريطانيا العظمى وأيرلندا) في مركز الظهير. لعب مع نادي برينتفورد وStamford A.F.C. ‏ وWellingborough Town F.C. ‏ وPeterborough & Fletton United F.C. ‏.